# Joshua Cook
Joshua Cook (ur. 17 października 1984) – australijski judoka.
Uczestniczk mistrzostw świata w 2009. Startował w Pucharze Świata w 2009, 2010 i 2012. Zdobył trzy medale mistrzostw Oceanii w latach 2003 - 2006. Mistrz Australii w 2006 roku.